# Impianto antighiaccio

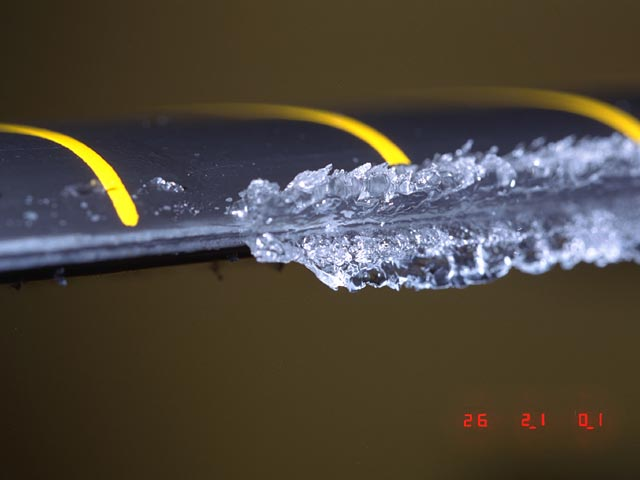
Formazioni di ghiaccio su un modello di rotore presso i laboratori della NASA.

L'impianto antighiaccio è un sistema di bordo utilizzato per controllare e prevenire la formazione di ghiaccio su specifiche aree di un velivolo. 
L'accumulo di ghiaccio atmosferico influisce negativamente sulle caratteristiche aerodinamiche del velivolo, altera la portata e regolarità del flusso nella presa d'aria dei motori, può occludere le prese statiche e dinamiche degli altimetri ed indicatori di velocità, e, nel caso si staccassero frammenti di ghiaccio dalla presa d'aria e venissero ingeriti dal motore, può provocare ingenti danni alle palette del compressore.

## Tipi di impianto
Possono essere divisi in due famiglie principali:
- De-ice (sghiacciamento) se rimuovono il ghiaccio già formato
- Anti-ice (o antighiaccio propriamente detto) se prevengono la formazione del ghiaccio

Possono essere alimentati dall'aria calda dell'impianto pneumatico o sfruttando resistenze elettriche opportunamente disposte.

## De-ice

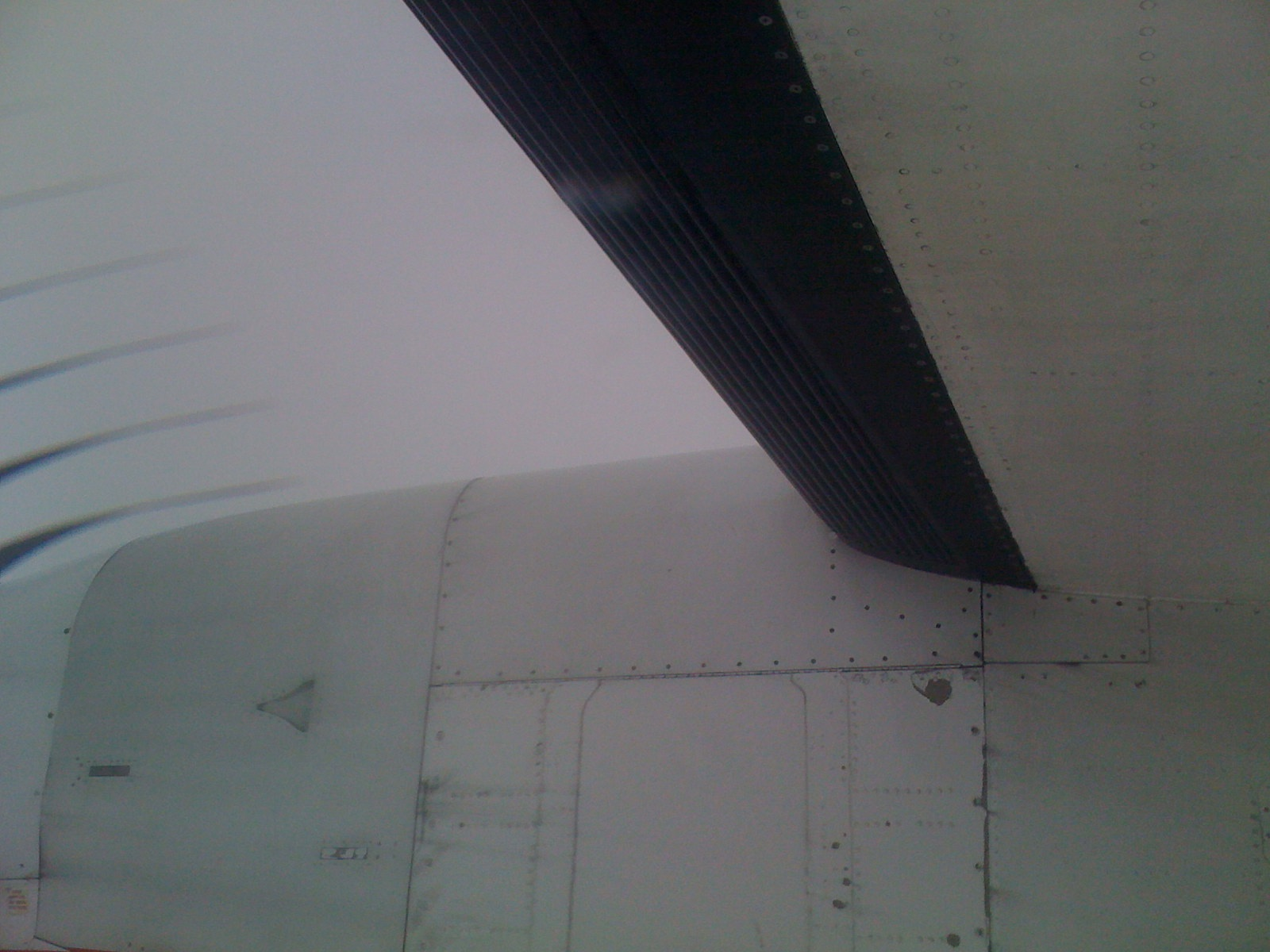
Un deicing boot con le camere gonfie sul bordo di attacco di un'ala di Bombardier Dash 8 Q400.

In questa categoria rientrano principalmente gli impianti di protezione dei bordi di attacco di ali e impennaggi di coda costituiti da camere di gomma sintetica rivestite da neoprene applicate sul profilo alare  che vengono ciclicamente gonfiate e sgonfiate con aria in pressione spillata dai motori. Gonfiandosi, spaccano la crosta di ghiaccio, liberando il bordo di attacco e la parte di profilo che rivestono. Sono generalmente usati su aerei turboelica e aerei da trasporto medio-piccoli con motori a getto e vengono attivati dopo che il ghiaccio ha incominciato ad accumularsi.
Più recentemente sono stati proposti sistemi elettro-meccanici di sghiacciamento del bordo di attacco che invece di utilizzare elementi in gomma gonfiabili, per mezzo di attuatori elettrici fanno vibrare il rivestimento metallico dell'ala liberandola dall'eventuale accumulo di ghiaccio. Possono anche essere dotati di una resistenza elettrica che, quando riscaldata, previene il riformarsi del ghiaccio eliminato dalla vibrazione meccanica.

## Anti-ice
Sui grandi aerei da trasporto l'aria calda prelevata dal compressore dei motori viene convogliata mediante apposite tubazioni nelle ali, nei piani orizzontali di coda e nella presa d'aria dei motori stessi, riscaldando le zone soggette alla formazione di ghiaccio. In aree critiche meno estese (come i tubi di Pitot, le prese statiche, i bordi di attacco delle eliche ed i finestrini dei piloti), la protezione antighiaccio è assicurata da resistenze elettriche opportunamente disposte. Nel caso dei finestrini dei piloti, uno strato di ossido posto all'interno del vetro è percorso da corrente e, per effetto Joule, si riscalda fornendo la protezione antighiaccio ed antiappannamento. Il riscaldamento del vetro ha anche la benefica conseguenza di migliorare la resistenza agli impatti, evitando che il vetro infragilisca alle basse temperature che si incontrano in fase di crociera.
Un sistema alternativo prevede l'impiego di un liquido antigelo (glicole etilenico) che, pompato attraverso microfori posti sui bordi di attacco di ali e impennaggi, ne riveste le superfici impedendo che il ghiaccio si formi. 
Gli impianti antighiaccio vengono generalmente attivati dal pilota in via preventiva prima di entrare in zone in cui è prevista la formazione di ghiaccio, ma possono essere usati anche per rimuovere il ghiaccio già formato.

## Processo di formazione del ghiaccio sul velivolo

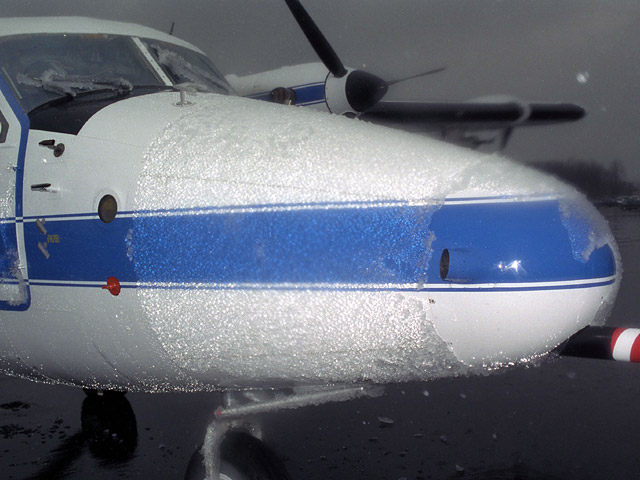
Residui di ghiaccio vetroso sulla fusoliera di un aeroplano a seguito dell'attraversamento di una nube di gocce di acqua sopraffusa di grande diametro.

Perché il ghiaccio si accumuli sui bordi di attacco di ali, piani di coda, prese d'aria ed eliche è necessario che il velivolo incontri una nuvola formata da minuscole goccioline di acqua sopraffusa e che le superfici del velivolo su cui impattano le gocce siano ad una temperatura pari o inferiore a 0 °C. 
La consistenza e l'aspetto delle formazioni di ghiaccio variano a seconda della temperatura ambiente e delle dimensioni delle goccioline. Se la temperatura ambiente è di poco inferiore a 0 °C e le gocce di diametro relativamente grande (condizioni tipicamente riscontrabili in nubi cumuliformi) si avrà un congelamento più lento, che permette alle gocce di spalmarsi su una superficie maggiore fondendosi le une alle altre. La formazione di ghiaccio che ne risulta sarà quindi caratterizzata dalla rapidità di accumulo, compattezza, solidità ed aderenza alle superfici, dall'aspetto vetroso.
Per temperature molto basse e gocce di diametro contenuto (come si ha nelle alte nubi stratificate), il congelamento sarà più rapido impedendo alle gocce di fondersi prima del congelamento, dando origine ad una superficie friabile di aspetto brinoso. Il suo accumulo è di norma più lento, data la minore quantità di acqua presente in quel tipo di nuvole, ed è fragile e poco consistente.
A seconda delle condizioni atmosferiche è possibile anche ottenere un ghiaccio spugnoso (o granuloso) così chiamato a causa del suo aspetto dovuto alle bolle di aria intrappolate tra i cristalli di ghiaccio, che presenta caratteristiche miste tra i due tipi di ghiaccio vetroso e brinoso.
Altra formazione di ghiaccio è la brina che si accumula sui velivoli durante le soste all'aperto, specialmente di notte. Anche solo uno strato sottile di brina può causare un rilevante aumento di resistenza ed è quindi necessario rimuoverla prima del volo mediante il de-icing.

## Effetti del ghiaccio sul velivolo

### Ali
Il tipo di ghiaccio influisce sul velivolo in modo caratteristico. Mentre il ghiaccio vetroso può ricoprire rapidamente le superfici aumentando il peso, il ghiaccio brinoso peggiora notevolmente le caratteristiche aerodinamiche del profilo diminuendo la portanza ed aumentando la resistenza. Eventuali asimmetrie dovute alle formazioni di ghiaccio sulle superfici di controllo o sulle ali possono facilmente indurre rollii di notevole entità, pregiudicando il controllo dell'assetto con esiti a volte fatali, come per l'incidente del volo Aero Trasporti Italiani 460.

### Motori
L'accumulo di ghiaccio sulla presa d'aria di un motore a getto può portare a problemi di ingestione e conseguente danneggiamento delle palette del compressore o alla generazione di turbolenze che possono indurre stalli nel compressore. In questo tipo di motori, una parte dell'aria calda prelevata dal compressore viene fatta circolare nell'ogiva e nel bordo d'attacco della presa d'aria in modo da evitare la formazione di depositi di ghiaccio.
Nei motori a pistoni dotati di carburatori, l'evaporazione del carburante e l'espansione della miscela aria-benzina nel tubo venturi provoca l'abbassamento della temperatura anche di oltre 25 gradi rispetto a quella ambiente, con la possibilità che il vapore acqueo contenuto nell'aria condensi e ghiacci depositandosi sulla valvola a farfalla e ostruendo il condotto con conseguente perdita di potenza o, nei casi più gravi, piantata motore. In caso di condizioni compatibili con la formazione di ghiaccio al carburatore, l'aria in ingresso al motore viene riscaldata facendola passare in uno scambiatore di calore posto all'interno della marmitta.

### Eliche
Sulle eliche, i depositi possono dar origine a problemi di sbilanciamento delle pale e al lancio di pezzi di ghiaccio che si staccano dalle pale per la forza centrifuga contro la fusoliera od altre parti del velivolo con possibili danneggiamenti. La parte di pala più soggetta all'accumulo di ghiaccio (quella più vicina al mozzo) è in genere protetta da una resistenza elettrica incorporata in elementi di gomma che, scaldandosi, impedisce il formarsi di ghiaccio.